# Біфітери

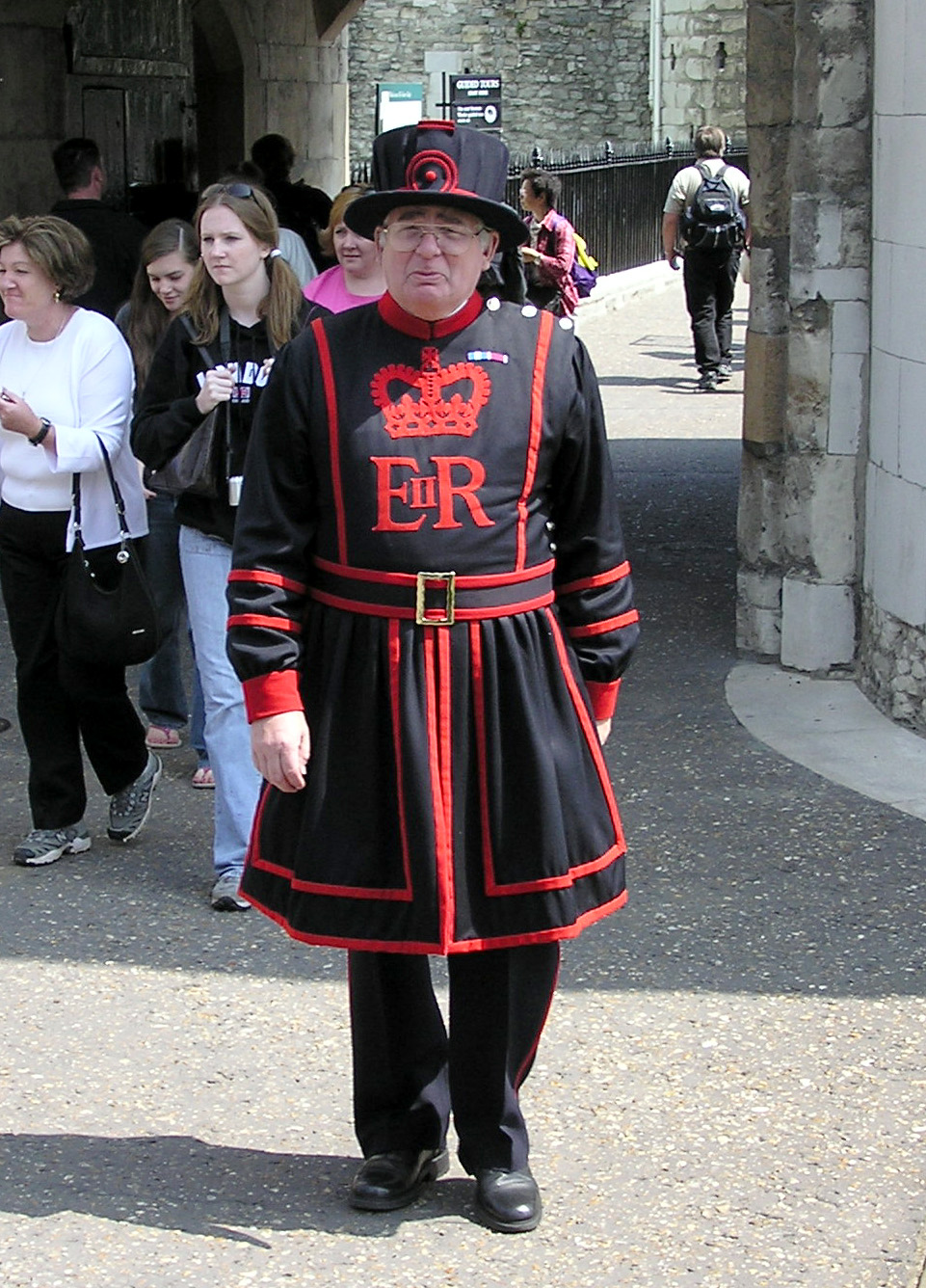
Біфітер у повсякденному однострої

Біфітери (англ. beefeater «той, хто їсть яловичину», від beef «яловичина» і eater «їдець») — популярне прізвисько церемоніальної варти лондонського Тауера. Хоча формально біфітери відповідають за нагляд за ув'язненими Тауеру і охорону королівських регалій, на практиці вони виконують функції екскурсоводів і самі є популярною цікавинкою для туристів.

## Етимологія
Є безліч різних версій походження слова біфітер (буквальний переклад — «той, що поїдає яловичину», м'ясоїд), але найімовірніше воно походить від права варти без обмежень їсти м'ясо з королівського столу. Багато сучасників відзначали прихильність біфітерів до м'яса. Також, можливо, що вони вживали міцний м'ясний бульйон. Козімо III Медічі, відвідавши Тауер в 1669 році, зазначив, що «Щодня їм надають настільки багатий м'ясом стіл, що їх варто називати м'ясоїдами (Beef-eaters)».